# 绝罚
絕罰（拉丁語：Excommunication，字面上的意思是斷絕來往），又譯破門律，俗稱开除教籍、驅逐出教、逐出教会等，是一種發生在宗教內的懲罰行為，意指該宗教的信徒因觸犯某些不被允許的行為而被該宗教斷絕關係。所有古老的基督教教會，如天主教會、東正教會、東方正統教會以及其他基督教教派都實行這一行為；然而，它也被更廣泛地用於指稱其他宗教團體中類似的制度性宗教排斥行為。在天主教會中，是天主教所有懲罰中最嚴厲的一種。據天主教教義，被絕罰之人將與教會隔離，沒有教會所予之救贖。

## 絕罰的等級

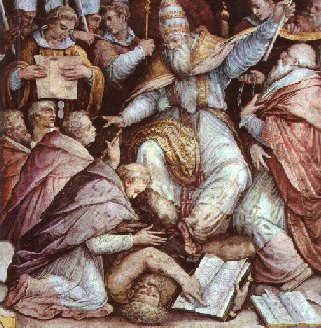
教宗額我略七世驅逐亨利四世出教的想像圖

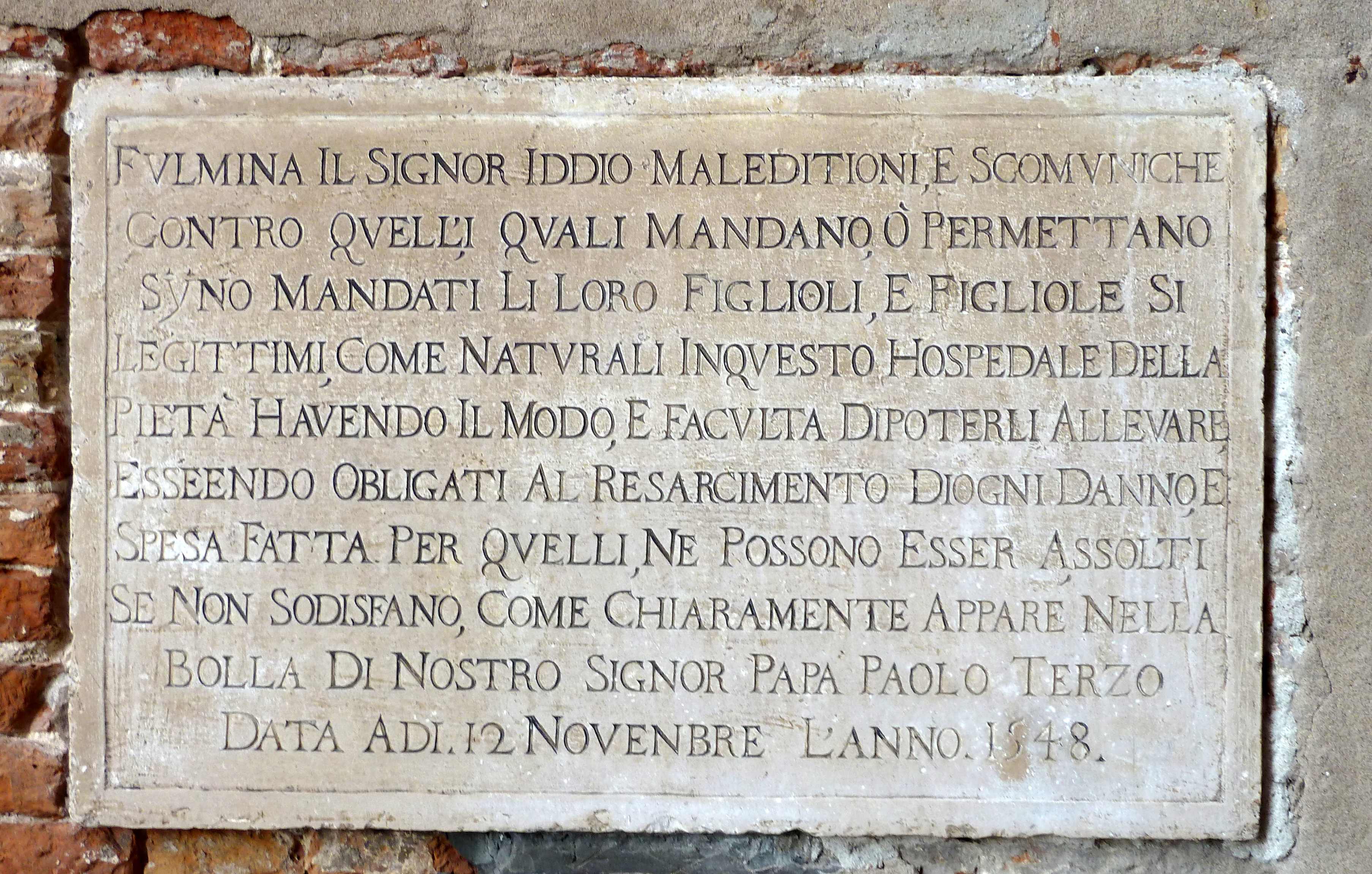
意大利威尼斯圣玛利亚痛苦之母堂棄嬰輪盤上的石碑

依照天主教的《天主教法典》中之規定，絕罰有兩種等級上的差異：第一個等級為主教保留級，意指該絕罰可由各區主教層級（或以上層級）的神職人員取消之；第二個等級為教宗保留級，便是指該絕罰只能由教宗本人取消。另外，現任教宗可以取消前任教宗所給予的絕罰，並且沒有任何時間限制。而絕罰的種類有兩種，一種是大絕罰（Major Excommunication），即被逐出教會外並不得領受任何聖事。另一種是小絕罰（Minor Excommunication），受罰者仍是教徒，只是不能領聖體。

## 绝罚的分类

### 自科绝罚
自科绝罚（latae sententiae），又称自绝罚，因表现而自动触发，指罪行一经成事，其绝罚无须通过教会法院的宣判，即时生效，多为教宗保留级。
现行《教会法》中，自科绝罚有：
1. 背教人、异教人或裂教人处自科绝罚。（1364条1项）
2. 抛弃圣体或拿取或保存圣体作为亵渎者，处保留于宗座的自科绝罚。（1367条）
3. 对罗马教宗施以暴力者，处保留于宗座的自科绝罚。（1370条1项）
4. 神职人员违犯977条的规定者(即赦免第六诫的同犯)，处保留于宗座的自科绝罚。（1383条1项）
5. 主教无教宗任命，祝圣别人为主教，及被祝圣的主教，处以保留宗座的自科绝罚。（1382条）
6. 听告司铎直接泄露告解秘密者，处保留于宗座的自科绝罚。（1388条）。
7. 凡设法堕胎而即遂者，处自科绝罚。（1398条）

与此同时，第1324条1项指出，如感情冲动、未成年、重大畏惧（虽为相对重大）、急需、无理侵犯、不知法律附带之刑罚等，都构成减轻罪责的情况，而可获免除教会法所规定的自科绝罚。
東儀天主教會不存在自科绝罚。

### 待科绝罚
待科绝罚（ferendae sententiea），又称待绝罚，必由上级或教会法院宣判时才产生。

## 实际使用

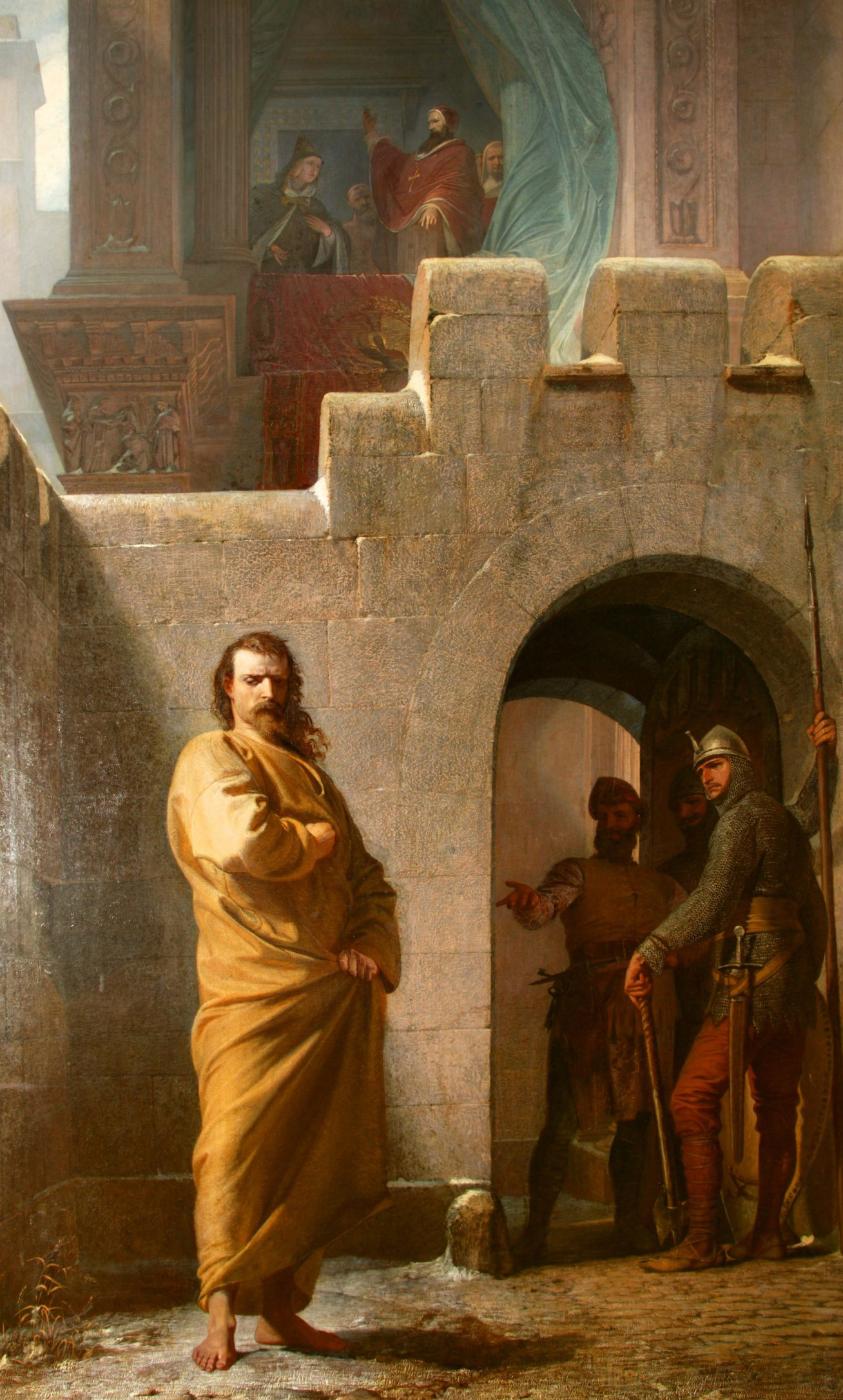
亨利四世在卡诺莎城堡门外

- 1076年，在叙任权斗争中，教宗额我略七世將神圣罗马帝国皇帝亨利四世絕罰，迫使皇帝前往卡诺莎城堡，向教宗額我略七世屈膝要求赦免絕罰。
- 1570年2月25日，教宗庇护五世发布教宗詔書《在至高处统治》，宣布绝罚英格兰女王伊丽莎白一世，称她是“英格兰女王的篡位者和犯罪的仆人”、是异端，对服从其命令者亦处以绝罚，但允许她的臣民即使已经宣誓效忠，仍可以起身反抗。
- 2014年，由於一名三歲幼童冤死於黑手黨的交火，教宗方濟各在意大利宣佈將所有黑手黨成員處以破門律，逐出教會。[5]
- 2018年9月，中华人民共和国政府与聖座签署临时协议后，聖座重新接纳8名自选自圣的中国大陆三自教会主教，解除绝罚（参见：中華人民共和國—梵蒂岡關係#方濟各繼任後）。